# Jef Vandensande
Jef Vandensande (1926 - 25 april 2013) was een Vlaams televisieproducent en directeur van de NIR en later VRT. Hij was tevens medeoprichter van Jeugdzorg in Gezin.
Vandensande begon bij de NIR in 1947 en hield zich vooral met de technische kant van producties bezig. In 1973 werd hij er directeur en dat bleef hij tot 1991, toen hij met pensioen ging. In 1986 werd hij eredocent aan het Rits. 